# Седлецкая, Ирена
Ирена Седлецка (чеш. Irena Sedlecká; 7 сентября 1928[…], Пльзень, Пльзень-город[…] — 4 августа 2020[…], Лондон) — чешский скульптор, член Королевского Британского общества скульпторов (Royal British Society of Sculptors).

## Биография
Окончила Академию изобразительных искусств в Праге. Первые её работы относятся к середине 1950-х годов. Выполнила ряд скульптурных работ по заказу музея В. И. Ленина в Праге. В 1967 году вместе с мужем и тремя детьми выехала на Запад. Поселилась в Великобритании.
Автор ряда памятников и скульптурных портретов:
- лондонского денди Джорджа Браммелла, установлен в Лондоне на Джермин-стрит в 2002 году
- певца Фредди Меркьюри в Монтрё в 1996 году
- актёра Лоренса Оливье
- актёра Пола Эддингтона
- певицы Марии Каллас
- футболиста Бобби Чарльтона
- инженера-конструктора сэра Фрэнка Уиттла и др.

## Галерея
- Джордж Браммел — наиболее известный британский денди
- Памятник Фредди Меркьюри в Монтрё
- Памятник Фрэнку Уиттлу, создателю турбореактивного двигателя, в Ковентри